# Mademoiselle Personne
Mademoiselle Personne – francuski film, wyprodukowany w roku 1996 w reżyserii Pascalle'a Bailly'ego. 

## Obsada
- Élodie Bouchez
- Jean-Louis Murat
- Romain Duris
- Denis Clavaizolle
- Emmanuelle Pons